# Дубровка (Могилёвский район)
Дубровка — деревня в составе Заводскослободского сельсовета Могилёвского района Могилёвской области Республики Беларусь.

## Географическое положение
Ближайшие населённые пункты: Малинник, Новая Культура, Досовичи.